# 1542 Schalen
Schalen (asteróide 1542) é um asteróide da cintura principal com um diâmetro de 45,19 quilómetros, a 2,7569854 UA. Possui uma excentricidade de 0,1095098 e um período orbital de 1 989,75 dias (5,45 anos).
Schalen tem uma velocidade orbital média de 16,92739329 km/s e uma inclinação de 2,76305º.
Esse asteróide foi descoberto em 26 de Agosto de 1941 por Yrjö Väisälä.